# 수상한 애견카페
《수상한 애견카페》는 TV조선에서 방송되었던 드라마이다.

## 등장 인물
- 메이린 : 시우 역 (아역 : 최민정)
- 조윤정 : 솔이 역
- 강성필 : 필주 역
- 김양우 : 봉팔 역
- 이웅종 : 견사장 역
- 조성신 : 무명 역
- 김진선 : 선영 역
- 류경진 : 찬미 역
- 주연 : 지수 역
- 쥰키 : 쥰키 역
- 김봉곤 : 김훈장 역
- 임송희 : 예진 역
- 박민규 : 시우아빠 역
- 임성호 : 애견협회회장 역
- 안병철 : 경비 역
- 추석영 : 조폭남 역
- 이정현 : 술집여 1 역
- 김수빈 : 술집여 2 역